# 海南国际商业航天发射有限公司
海南国际商业航天发射有限公司（英文：Hainan International Commercial Aerospace Launch Co., Ltd.，缩写：HICAL；简称海南商发），是中华人民共和国首座商业航天发射场，中国文昌商业航天发射场的运营主体，负责该航天发射场业务及有关的航天服务提供业务，亦是中华人民共和国首个独立拥有正式航天发射场的商业公司。该公司为由海南省人民政府以及中国航天科技集团、中国航天科工集团、中国卫星网络集团三家央属国有企业共同出资组建的国有企业，起始资金为15亿元人民币，属海南省属国有重点监管企业范畴。

## 历程
海南国际商业航天发射有限公司于2022年06月02日成立。
2022年7月6日上午，中国文昌商业航天发射场（亦称海南商业航天发射场）项目举行开工仪式，该项目为中国首座商业航天发射场，项目由海南国际商业航天发射有限公司投资、建设并运营。